# Петров, Александр Дмитриевич (шахматист)
Алекса́ндр Дми́триевич Петро́в (2 [13] февраля 1799, с. Бисерово Опочецкого уезда Псковской губернии — 10 [22] апреля 1867, Варшава) — русский шахматист и шашист, теоретик, шахматный композитор, писатель. Первый русский шахматный мастер. Один из сильнейших шахматистов мира в первой половине XIX века. Тайный советник.

## Биография
Петров родился в селе Бисерово (ныне в городской черте Опочки) в мелкопоместной дворянской семье, отец — регистратор Смоленского верхнего земского суда Дмитрий Васильевич Петров, мать — дочь расправного судьи Авдотья Николаевна (урождённая Соколова). В 1808 году Петров вместе с родителями переехал в Санкт-Петербург, 1 октября того же года был зачислен канцеляристом на службу в Канцелярию рекетмейстерских дел в штат отдела, который возглавлял двоюродный дед Петрова — Соколов Иван Алексеевич, брат отца его матери. Обучался в духовной школе протоиерея Каменского.
В семилетнем возрасте Петров начал играть в шахматы. Его первым учителем стал Иван Алексеевич Соколов.
В 1809 году Петров победил одного из лучших шахматистов Петербурга известного в то время писателя А. Д. Копьёва и с этого момента считался лучшим шахматистом России.

Петров был ярким мастером комбинационного стиля. Он великолепно разыгрывал открытые позиции — добивался быстрого развития фигур, захватывал открытые линии и переходил в атаку, которую, как правило, проводил решительно, не останавливаясь перед жертвами.— Александр Петров. Персона Дня - 03.02.2012. Из материала на сайте Российской шахматной федерации.
В 1824 году в Санкт-Петербурге Петров издал свою первую шахматную книгу на русском языке — «Шахматная игра, приведённая в систематический порядок, с присовокуплением игор Филидора и примечание на оные». Книга состояла из 5 частей (1-я и 2-я части — «теория Шахматов», 3-я — 5-я части — «практика Шахматов»). Книга Петрова стала настольной книгой русских шахматистов. Её читали А. С. Пушкин, И. С. Тургенев, Н. Г. Чернышевский. В библиотеке Пушкина сохранились два экземпляра книги Петрова. Очевидно, первый он купил сам, а другой подарил ему Петров. На этом экземпляре есть дарственная надпись: «Милостивому государю Александру Сергеевичу Пушкину в знак истинного уважения. От создателя». Первую книгу о шахматах на русском языке издал в 1821 году Иван Бутримов.
Александр Дмитриевич Петров бывал в доме графа Юлия Помпеевича Литта, где собирались литераторы, интересующиеся шахматами, приходил и Александр Сергеевич Пушкин, который также увлекался шахматами. В доме Литта Петров играл вслепую с Павлом Львовичем Шиллингом.
Первая в России партия по переписке — Петров против трех любителей шахмат в Москве — длилась почти полгода (началась 21 мая 1837 г.). Организованная журналом "Литературные прибавления к «Русскому инвалиду», была разыграна защита Петрова, партия приобрела известность в шахматном мире (источник поз. 9).
Александр Петров основал первый в России шахматный клуб. В 1844—1845 годах он публиковал художественные рассказы о шахматах: «Сцена из жизни шахматных игроков» (1845) и рассказ «Странный случай с моим дедом». В нём он пишет: «Мне кажется, что книжное изучение утомляет, или лучше сказать, притупляет шахматные способности». В книге «Шахматная игра» Петров отмечает и недостаточность формального знания правил игроками и сравнивает шахматы с поэзией: «…(шахматная игра) кажется трудною по числу шашек и по разнообразности их ходов; но ходы сеи впрочем в два урока узнать можно. Однако ж зная ходы, нельзя ещё почитать себя игроком. В сем случае шахматы имеют сходство с Поэзией. Зная правила поэзии нельзя быть поэтом не имея дарований»
Активно исследовал шашки. Петров издал первую в России книгу о шашках — «Руководство к основательному познанию шашечной игры». В честь Петрова назван эндшпиль, описанный в книге, — «Треугольник Петрова» — ловля дамки противника тремя дамками. А также дебют Игра Петрова, любителями называемый - уголки.
В 1840 году Петров несколько раз побеждал (с гандикапом) юного русского шахматиста Карла Яниша. Дважды Петров выиграл матчи против Сергея Урусова в 1854 году со счётом 3:1 и в 1859 году со счётом 13:7. В 1862 году Петров выиграл у Ильи Шумова со счётом 4:2. В 1851 году Говард Стаунтон пригласил Александра Петрова участвовать в первом международном турнире в Лондоне, но Петров не смог поехать в Лондон.
С 1840 года Петров проживал в Варшаве, где занимал различные высшие должности при наместнике Царства Польского И. Ф. Паскевиче. Пользовался особым расположением И. Ф. Паскевича и часто играл с ним в шахматы. В 1848 году был произведён в действительные статские советники. В 1859 году был помощником статс-секретаря при Совете управления Царства Польского, почётным членом совета Александринского института воспитания девиц в Новой Александрии, членом Главного попечительного совета благотворительных заведений.
Дом А. Д. Петрова был известным местом встреч русских и польских шахматистов. Чтобы не навлечь на себя подозрений в участии в восстании против царизма в Польше, в 1863 году Петров уехал за границу. В Вене и Париже он познакомился с ведущими шахматистами Западной Европы, в том числе с Полом Морфи, однако сыграть с ним в шахматы ему не пришлось.
Петров имел прозвище «Северный Филидор».
Умер от апоплексического удара. Похоронен на православном кладбище в Варшаве, могила не сохранилась.
Возможно, шахматист изображён на картине «Сам с собою, или Игра в шахматы» художника-передвижника Григория Мясоедова (1907), хранящейся в коллекции Музея шахмат в Москве. И. М. Линдер полагает, что портрет был выполнен по просьбе семьи на основе прижизненных изображений Петрова.

## Семья
А. Д. Петров был женат на Александре Васильевне Погодиной, дочери Василия Васильевича Погодина (1790—1863), крупного чиновника, друга декабриста Батенькова. Погодин был организатором одного из первых в Петербурге шахматных клубов (с 1821 года). Во время проживания семьи в Варшаве жена Петрова участвовала в издании варшавской газеты «Воскресное чтение» и подпольной газеты «Стражница». Имеются свидетельства, что в доме Петровых незадолго до польского восстания 1863 года встречались русские и польские революционеры. Во время восстания Александра Васильевна Петрова посещала цитадель, где содержались арестованные повстанцы, передавала им бельё, продукты питания, письма.

## Спортивные результаты
Сохранилось порядка 90 партий А. Д. Петрова.
| Год         | Город     | Соревнование                                                                                                  | +  | − | = | Результат                   | Место |
| ----------- | --------- | --- | -- | - | - | --------------------------- | ----- |
| 1809        | Петербург | Матч с А. Д. Копьевым                                                                                         | 4  | 2 | 1 | 4½ : 2½                     |       |
| 1836        | Варшава   | Консультационная партия с шахматистами Варшавского клуба                                                      |    |   |   | [ 9 ]                       |       |
| 1837        |           | Консультационная партия по переписке, организованная журналом "Литературные прибавления к «Русскому инвалиду» | 1  | 0 | 0 | 1 из 1                      |       |
| 1837 — 1840 | Петербург | Партии в Петербургском обществе шахматной игры (среди противников — К. А. Яниш)                               |    |   |   |                             |       |
| С 1840      | Варшава   | Партии с варшавскими шахматистами Гофманом, Шиманским, Севелюнским, Чарнецким                                 |    |   |   |                             |       |
| 1853 — 1854 | Петербург | Небольшие матчи с И. С. Шумовым, С. С. Урусовым и Д. С. Урусовым в Обществе любителей шахматной игры          |    |   |   | Все матчи выиграны Петровым |       |
| 1853        | Петербург | Матч с С. С. Урусовым                                                                                         | 2  | 0 | 2 | 3 : 1                       |       |
| 1859        | Варшава   | Матч с С. С. Урусовым                                                                                         | 13 | 7 | 1 | 13,5 : 7,5                  |       |
| 1862        | Петербург | Матч с И. С. Шумовым                                                                                          | 4  | 2 | 0 | 4 : 2                       |       |
| 1863        | Париж     | Серия показательных выступлений (партии против П. Журну, Х. Линдена и др.)                                    |    |   |   |                             |       |
|             | Петербург | Показательный матч с В. М. Михайловым                                                                         | 2  | 0 | 0 | 2 : 0                       |       |
|             | Петербург | Показательный матч с Н. Д. Ахшарумовым                                                                        | 1  | 0 | 1 | 1,5 : 0,5                   |       |

## Вклад в теорию дебютов
Александр Петров внёс значительный вклад в теорию шахмат. Он глубоко проанализировал дебют, который был назван его именем: «Защита Петрова». Этот дебют также известен под названием «Русская партия».
Первые ходы «Защиты Петрова»:
1.e2-e4 e7-e5 2.Кg1-f3 Кg8-f6.
Именем Петрова назван вариант в «дебюте слона»:
1.e2-e4 e7-e5 2.Сf1-c4 Сf8-c5 3.Кg1-f3 d7-d6 4.c2-c3 Фd8-e7 5.d2-d4 — атака Петрова,
а также одно из продолжений в принятом королевском гамбите:
1.e2-e4 e7-e5 2.f2-f4 e5:f4 3.Cf1-e2 — Гамбит Петрова

## Задачи
|   | a | b | c | d | e | f | g | h |   |
| - | --- | --- | --- | --- | --- | --- | --- | --- | - |
| 8 | d8 чёрный конь · c7 чёрная пешка · g7 чёрная пешка · e6 чёрная пешка · f6 чёрная ладья · g6 белый слон · a5 чёрный конь · c5 белая пешка · a4 чёрная пешка · c4 чёрная пешка · d4 белая пешка · f4 чёрная ладья · g4 чёрная пешка · e3 чёрный слон · b2 чёрная пешка · c2 белая пешка · e2 белый конь · f2 чёрная пешка · h2 белый король · b1 чёрный король · f1 белый конь · h1 белый ферзь | d8 чёрный конь · c7 чёрная пешка · g7 чёрная пешка · e6 чёрная пешка · f6 чёрная ладья · g6 белый слон · a5 чёрный конь · c5 белая пешка · a4 чёрная пешка · c4 чёрная пешка · d4 белая пешка · f4 чёрная ладья · g4 чёрная пешка · e3 чёрный слон · b2 чёрная пешка · c2 белая пешка · e2 белый конь · f2 чёрная пешка · h2 белый король · b1 чёрный король · f1 белый конь · h1 белый ферзь | d8 чёрный конь · c7 чёрная пешка · g7 чёрная пешка · e6 чёрная пешка · f6 чёрная ладья · g6 белый слон · a5 чёрный конь · c5 белая пешка · a4 чёрная пешка · c4 чёрная пешка · d4 белая пешка · f4 чёрная ладья · g4 чёрная пешка · e3 чёрный слон · b2 чёрная пешка · c2 белая пешка · e2 белый конь · f2 чёрная пешка · h2 белый король · b1 чёрный король · f1 белый конь · h1 белый ферзь | d8 чёрный конь · c7 чёрная пешка · g7 чёрная пешка · e6 чёрная пешка · f6 чёрная ладья · g6 белый слон · a5 чёрный конь · c5 белая пешка · a4 чёрная пешка · c4 чёрная пешка · d4 белая пешка · f4 чёрная ладья · g4 чёрная пешка · e3 чёрный слон · b2 чёрная пешка · c2 белая пешка · e2 белый конь · f2 чёрная пешка · h2 белый король · b1 чёрный король · f1 белый конь · h1 белый ферзь | d8 чёрный конь · c7 чёрная пешка · g7 чёрная пешка · e6 чёрная пешка · f6 чёрная ладья · g6 белый слон · a5 чёрный конь · c5 белая пешка · a4 чёрная пешка · c4 чёрная пешка · d4 белая пешка · f4 чёрная ладья · g4 чёрная пешка · e3 чёрный слон · b2 чёрная пешка · c2 белая пешка · e2 белый конь · f2 чёрная пешка · h2 белый король · b1 чёрный король · f1 белый конь · h1 белый ферзь | d8 чёрный конь · c7 чёрная пешка · g7 чёрная пешка · e6 чёрная пешка · f6 чёрная ладья · g6 белый слон · a5 чёрный конь · c5 белая пешка · a4 чёрная пешка · c4 чёрная пешка · d4 белая пешка · f4 чёрная ладья · g4 чёрная пешка · e3 чёрный слон · b2 чёрная пешка · c2 белая пешка · e2 белый конь · f2 чёрная пешка · h2 белый король · b1 чёрный король · f1 белый конь · h1 белый ферзь | d8 чёрный конь · c7 чёрная пешка · g7 чёрная пешка · e6 чёрная пешка · f6 чёрная ладья · g6 белый слон · a5 чёрный конь · c5 белая пешка · a4 чёрная пешка · c4 чёрная пешка · d4 белая пешка · f4 чёрная ладья · g4 чёрная пешка · e3 чёрный слон · b2 чёрная пешка · c2 белая пешка · e2 белый конь · f2 чёрная пешка · h2 белый король · b1 чёрный король · f1 белый конь · h1 белый ферзь | d8 чёрный конь · c7 чёрная пешка · g7 чёрная пешка · e6 чёрная пешка · f6 чёрная ладья · g6 белый слон · a5 чёрный конь · c5 белая пешка · a4 чёрная пешка · c4 чёрная пешка · d4 белая пешка · f4 чёрная ладья · g4 чёрная пешка · e3 чёрный слон · b2 чёрная пешка · c2 белая пешка · e2 белый конь · f2 чёрная пешка · h2 белый король · b1 чёрный король · f1 белый конь · h1 белый ферзь | 8 |
| 7 | d8 чёрный конь · c7 чёрная пешка · g7 чёрная пешка · e6 чёрная пешка · f6 чёрная ладья · g6 белый слон · a5 чёрный конь · c5 белая пешка · a4 чёрная пешка · c4 чёрная пешка · d4 белая пешка · f4 чёрная ладья · g4 чёрная пешка · e3 чёрный слон · b2 чёрная пешка · c2 белая пешка · e2 белый конь · f2 чёрная пешка · h2 белый король · b1 чёрный король · f1 белый конь · h1 белый ферзь | d8 чёрный конь · c7 чёрная пешка · g7 чёрная пешка · e6 чёрная пешка · f6 чёрная ладья · g6 белый слон · a5 чёрный конь · c5 белая пешка · a4 чёрная пешка · c4 чёрная пешка · d4 белая пешка · f4 чёрная ладья · g4 чёрная пешка · e3 чёрный слон · b2 чёрная пешка · c2 белая пешка · e2 белый конь · f2 чёрная пешка · h2 белый король · b1 чёрный король · f1 белый конь · h1 белый ферзь | d8 чёрный конь · c7 чёрная пешка · g7 чёрная пешка · e6 чёрная пешка · f6 чёрная ладья · g6 белый слон · a5 чёрный конь · c5 белая пешка · a4 чёрная пешка · c4 чёрная пешка · d4 белая пешка · f4 чёрная ладья · g4 чёрная пешка · e3 чёрный слон · b2 чёрная пешка · c2 белая пешка · e2 белый конь · f2 чёрная пешка · h2 белый король · b1 чёрный король · f1 белый конь · h1 белый ферзь | d8 чёрный конь · c7 чёрная пешка · g7 чёрная пешка · e6 чёрная пешка · f6 чёрная ладья · g6 белый слон · a5 чёрный конь · c5 белая пешка · a4 чёрная пешка · c4 чёрная пешка · d4 белая пешка · f4 чёрная ладья · g4 чёрная пешка · e3 чёрный слон · b2 чёрная пешка · c2 белая пешка · e2 белый конь · f2 чёрная пешка · h2 белый король · b1 чёрный король · f1 белый конь · h1 белый ферзь | d8 чёрный конь · c7 чёрная пешка · g7 чёрная пешка · e6 чёрная пешка · f6 чёрная ладья · g6 белый слон · a5 чёрный конь · c5 белая пешка · a4 чёрная пешка · c4 чёрная пешка · d4 белая пешка · f4 чёрная ладья · g4 чёрная пешка · e3 чёрный слон · b2 чёрная пешка · c2 белая пешка · e2 белый конь · f2 чёрная пешка · h2 белый король · b1 чёрный король · f1 белый конь · h1 белый ферзь | d8 чёрный конь · c7 чёрная пешка · g7 чёрная пешка · e6 чёрная пешка · f6 чёрная ладья · g6 белый слон · a5 чёрный конь · c5 белая пешка · a4 чёрная пешка · c4 чёрная пешка · d4 белая пешка · f4 чёрная ладья · g4 чёрная пешка · e3 чёрный слон · b2 чёрная пешка · c2 белая пешка · e2 белый конь · f2 чёрная пешка · h2 белый король · b1 чёрный король · f1 белый конь · h1 белый ферзь | d8 чёрный конь · c7 чёрная пешка · g7 чёрная пешка · e6 чёрная пешка · f6 чёрная ладья · g6 белый слон · a5 чёрный конь · c5 белая пешка · a4 чёрная пешка · c4 чёрная пешка · d4 белая пешка · f4 чёрная ладья · g4 чёрная пешка · e3 чёрный слон · b2 чёрная пешка · c2 белая пешка · e2 белый конь · f2 чёрная пешка · h2 белый король · b1 чёрный король · f1 белый конь · h1 белый ферзь | d8 чёрный конь · c7 чёрная пешка · g7 чёрная пешка · e6 чёрная пешка · f6 чёрная ладья · g6 белый слон · a5 чёрный конь · c5 белая пешка · a4 чёрная пешка · c4 чёрная пешка · d4 белая пешка · f4 чёрная ладья · g4 чёрная пешка · e3 чёрный слон · b2 чёрная пешка · c2 белая пешка · e2 белый конь · f2 чёрная пешка · h2 белый король · b1 чёрный король · f1 белый конь · h1 белый ферзь | 7 |
| 6 | d8 чёрный конь · c7 чёрная пешка · g7 чёрная пешка · e6 чёрная пешка · f6 чёрная ладья · g6 белый слон · a5 чёрный конь · c5 белая пешка · a4 чёрная пешка · c4 чёрная пешка · d4 белая пешка · f4 чёрная ладья · g4 чёрная пешка · e3 чёрный слон · b2 чёрная пешка · c2 белая пешка · e2 белый конь · f2 чёрная пешка · h2 белый король · b1 чёрный король · f1 белый конь · h1 белый ферзь | d8 чёрный конь · c7 чёрная пешка · g7 чёрная пешка · e6 чёрная пешка · f6 чёрная ладья · g6 белый слон · a5 чёрный конь · c5 белая пешка · a4 чёрная пешка · c4 чёрная пешка · d4 белая пешка · f4 чёрная ладья · g4 чёрная пешка · e3 чёрный слон · b2 чёрная пешка · c2 белая пешка · e2 белый конь · f2 чёрная пешка · h2 белый король · b1 чёрный король · f1 белый конь · h1 белый ферзь | d8 чёрный конь · c7 чёрная пешка · g7 чёрная пешка · e6 чёрная пешка · f6 чёрная ладья · g6 белый слон · a5 чёрный конь · c5 белая пешка · a4 чёрная пешка · c4 чёрная пешка · d4 белая пешка · f4 чёрная ладья · g4 чёрная пешка · e3 чёрный слон · b2 чёрная пешка · c2 белая пешка · e2 белый конь · f2 чёрная пешка · h2 белый король · b1 чёрный король · f1 белый конь · h1 белый ферзь | d8 чёрный конь · c7 чёрная пешка · g7 чёрная пешка · e6 чёрная пешка · f6 чёрная ладья · g6 белый слон · a5 чёрный конь · c5 белая пешка · a4 чёрная пешка · c4 чёрная пешка · d4 белая пешка · f4 чёрная ладья · g4 чёрная пешка · e3 чёрный слон · b2 чёрная пешка · c2 белая пешка · e2 белый конь · f2 чёрная пешка · h2 белый король · b1 чёрный король · f1 белый конь · h1 белый ферзь | d8 чёрный конь · c7 чёрная пешка · g7 чёрная пешка · e6 чёрная пешка · f6 чёрная ладья · g6 белый слон · a5 чёрный конь · c5 белая пешка · a4 чёрная пешка · c4 чёрная пешка · d4 белая пешка · f4 чёрная ладья · g4 чёрная пешка · e3 чёрный слон · b2 чёрная пешка · c2 белая пешка · e2 белый конь · f2 чёрная пешка · h2 белый король · b1 чёрный король · f1 белый конь · h1 белый ферзь | d8 чёрный конь · c7 чёрная пешка · g7 чёрная пешка · e6 чёрная пешка · f6 чёрная ладья · g6 белый слон · a5 чёрный конь · c5 белая пешка · a4 чёрная пешка · c4 чёрная пешка · d4 белая пешка · f4 чёрная ладья · g4 чёрная пешка · e3 чёрный слон · b2 чёрная пешка · c2 белая пешка · e2 белый конь · f2 чёрная пешка · h2 белый король · b1 чёрный король · f1 белый конь · h1 белый ферзь | d8 чёрный конь · c7 чёрная пешка · g7 чёрная пешка · e6 чёрная пешка · f6 чёрная ладья · g6 белый слон · a5 чёрный конь · c5 белая пешка · a4 чёрная пешка · c4 чёрная пешка · d4 белая пешка · f4 чёрная ладья · g4 чёрная пешка · e3 чёрный слон · b2 чёрная пешка · c2 белая пешка · e2 белый конь · f2 чёрная пешка · h2 белый король · b1 чёрный король · f1 белый конь · h1 белый ферзь | d8 чёрный конь · c7 чёрная пешка · g7 чёрная пешка · e6 чёрная пешка · f6 чёрная ладья · g6 белый слон · a5 чёрный конь · c5 белая пешка · a4 чёрная пешка · c4 чёрная пешка · d4 белая пешка · f4 чёрная ладья · g4 чёрная пешка · e3 чёрный слон · b2 чёрная пешка · c2 белая пешка · e2 белый конь · f2 чёрная пешка · h2 белый король · b1 чёрный король · f1 белый конь · h1 белый ферзь | 6 |
| 5 | d8 чёрный конь · c7 чёрная пешка · g7 чёрная пешка · e6 чёрная пешка · f6 чёрная ладья · g6 белый слон · a5 чёрный конь · c5 белая пешка · a4 чёрная пешка · c4 чёрная пешка · d4 белая пешка · f4 чёрная ладья · g4 чёрная пешка · e3 чёрный слон · b2 чёрная пешка · c2 белая пешка · e2 белый конь · f2 чёрная пешка · h2 белый король · b1 чёрный король · f1 белый конь · h1 белый ферзь | d8 чёрный конь · c7 чёрная пешка · g7 чёрная пешка · e6 чёрная пешка · f6 чёрная ладья · g6 белый слон · a5 чёрный конь · c5 белая пешка · a4 чёрная пешка · c4 чёрная пешка · d4 белая пешка · f4 чёрная ладья · g4 чёрная пешка · e3 чёрный слон · b2 чёрная пешка · c2 белая пешка · e2 белый конь · f2 чёрная пешка · h2 белый король · b1 чёрный король · f1 белый конь · h1 белый ферзь | d8 чёрный конь · c7 чёрная пешка · g7 чёрная пешка · e6 чёрная пешка · f6 чёрная ладья · g6 белый слон · a5 чёрный конь · c5 белая пешка · a4 чёрная пешка · c4 чёрная пешка · d4 белая пешка · f4 чёрная ладья · g4 чёрная пешка · e3 чёрный слон · b2 чёрная пешка · c2 белая пешка · e2 белый конь · f2 чёрная пешка · h2 белый король · b1 чёрный король · f1 белый конь · h1 белый ферзь | d8 чёрный конь · c7 чёрная пешка · g7 чёрная пешка · e6 чёрная пешка · f6 чёрная ладья · g6 белый слон · a5 чёрный конь · c5 белая пешка · a4 чёрная пешка · c4 чёрная пешка · d4 белая пешка · f4 чёрная ладья · g4 чёрная пешка · e3 чёрный слон · b2 чёрная пешка · c2 белая пешка · e2 белый конь · f2 чёрная пешка · h2 белый король · b1 чёрный король · f1 белый конь · h1 белый ферзь | d8 чёрный конь · c7 чёрная пешка · g7 чёрная пешка · e6 чёрная пешка · f6 чёрная ладья · g6 белый слон · a5 чёрный конь · c5 белая пешка · a4 чёрная пешка · c4 чёрная пешка · d4 белая пешка · f4 чёрная ладья · g4 чёрная пешка · e3 чёрный слон · b2 чёрная пешка · c2 белая пешка · e2 белый конь · f2 чёрная пешка · h2 белый король · b1 чёрный король · f1 белый конь · h1 белый ферзь | d8 чёрный конь · c7 чёрная пешка · g7 чёрная пешка · e6 чёрная пешка · f6 чёрная ладья · g6 белый слон · a5 чёрный конь · c5 белая пешка · a4 чёрная пешка · c4 чёрная пешка · d4 белая пешка · f4 чёрная ладья · g4 чёрная пешка · e3 чёрный слон · b2 чёрная пешка · c2 белая пешка · e2 белый конь · f2 чёрная пешка · h2 белый король · b1 чёрный король · f1 белый конь · h1 белый ферзь | d8 чёрный конь · c7 чёрная пешка · g7 чёрная пешка · e6 чёрная пешка · f6 чёрная ладья · g6 белый слон · a5 чёрный конь · c5 белая пешка · a4 чёрная пешка · c4 чёрная пешка · d4 белая пешка · f4 чёрная ладья · g4 чёрная пешка · e3 чёрный слон · b2 чёрная пешка · c2 белая пешка · e2 белый конь · f2 чёрная пешка · h2 белый король · b1 чёрный король · f1 белый конь · h1 белый ферзь | d8 чёрный конь · c7 чёрная пешка · g7 чёрная пешка · e6 чёрная пешка · f6 чёрная ладья · g6 белый слон · a5 чёрный конь · c5 белая пешка · a4 чёрная пешка · c4 чёрная пешка · d4 белая пешка · f4 чёрная ладья · g4 чёрная пешка · e3 чёрный слон · b2 чёрная пешка · c2 белая пешка · e2 белый конь · f2 чёрная пешка · h2 белый король · b1 чёрный король · f1 белый конь · h1 белый ферзь | 5 |
| 4 | d8 чёрный конь · c7 чёрная пешка · g7 чёрная пешка · e6 чёрная пешка · f6 чёрная ладья · g6 белый слон · a5 чёрный конь · c5 белая пешка · a4 чёрная пешка · c4 чёрная пешка · d4 белая пешка · f4 чёрная ладья · g4 чёрная пешка · e3 чёрный слон · b2 чёрная пешка · c2 белая пешка · e2 белый конь · f2 чёрная пешка · h2 белый король · b1 чёрный король · f1 белый конь · h1 белый ферзь | d8 чёрный конь · c7 чёрная пешка · g7 чёрная пешка · e6 чёрная пешка · f6 чёрная ладья · g6 белый слон · a5 чёрный конь · c5 белая пешка · a4 чёрная пешка · c4 чёрная пешка · d4 белая пешка · f4 чёрная ладья · g4 чёрная пешка · e3 чёрный слон · b2 чёрная пешка · c2 белая пешка · e2 белый конь · f2 чёрная пешка · h2 белый король · b1 чёрный король · f1 белый конь · h1 белый ферзь | d8 чёрный конь · c7 чёрная пешка · g7 чёрная пешка · e6 чёрная пешка · f6 чёрная ладья · g6 белый слон · a5 чёрный конь · c5 белая пешка · a4 чёрная пешка · c4 чёрная пешка · d4 белая пешка · f4 чёрная ладья · g4 чёрная пешка · e3 чёрный слон · b2 чёрная пешка · c2 белая пешка · e2 белый конь · f2 чёрная пешка · h2 белый король · b1 чёрный король · f1 белый конь · h1 белый ферзь | d8 чёрный конь · c7 чёрная пешка · g7 чёрная пешка · e6 чёрная пешка · f6 чёрная ладья · g6 белый слон · a5 чёрный конь · c5 белая пешка · a4 чёрная пешка · c4 чёрная пешка · d4 белая пешка · f4 чёрная ладья · g4 чёрная пешка · e3 чёрный слон · b2 чёрная пешка · c2 белая пешка · e2 белый конь · f2 чёрная пешка · h2 белый король · b1 чёрный король · f1 белый конь · h1 белый ферзь | d8 чёрный конь · c7 чёрная пешка · g7 чёрная пешка · e6 чёрная пешка · f6 чёрная ладья · g6 белый слон · a5 чёрный конь · c5 белая пешка · a4 чёрная пешка · c4 чёрная пешка · d4 белая пешка · f4 чёрная ладья · g4 чёрная пешка · e3 чёрный слон · b2 чёрная пешка · c2 белая пешка · e2 белый конь · f2 чёрная пешка · h2 белый король · b1 чёрный король · f1 белый конь · h1 белый ферзь | d8 чёрный конь · c7 чёрная пешка · g7 чёрная пешка · e6 чёрная пешка · f6 чёрная ладья · g6 белый слон · a5 чёрный конь · c5 белая пешка · a4 чёрная пешка · c4 чёрная пешка · d4 белая пешка · f4 чёрная ладья · g4 чёрная пешка · e3 чёрный слон · b2 чёрная пешка · c2 белая пешка · e2 белый конь · f2 чёрная пешка · h2 белый король · b1 чёрный король · f1 белый конь · h1 белый ферзь | d8 чёрный конь · c7 чёрная пешка · g7 чёрная пешка · e6 чёрная пешка · f6 чёрная ладья · g6 белый слон · a5 чёрный конь · c5 белая пешка · a4 чёрная пешка · c4 чёрная пешка · d4 белая пешка · f4 чёрная ладья · g4 чёрная пешка · e3 чёрный слон · b2 чёрная пешка · c2 белая пешка · e2 белый конь · f2 чёрная пешка · h2 белый король · b1 чёрный король · f1 белый конь · h1 белый ферзь | d8 чёрный конь · c7 чёрная пешка · g7 чёрная пешка · e6 чёрная пешка · f6 чёрная ладья · g6 белый слон · a5 чёрный конь · c5 белая пешка · a4 чёрная пешка · c4 чёрная пешка · d4 белая пешка · f4 чёрная ладья · g4 чёрная пешка · e3 чёрный слон · b2 чёрная пешка · c2 белая пешка · e2 белый конь · f2 чёрная пешка · h2 белый король · b1 чёрный король · f1 белый конь · h1 белый ферзь | 4 |
| 3 | d8 чёрный конь · c7 чёрная пешка · g7 чёрная пешка · e6 чёрная пешка · f6 чёрная ладья · g6 белый слон · a5 чёрный конь · c5 белая пешка · a4 чёрная пешка · c4 чёрная пешка · d4 белая пешка · f4 чёрная ладья · g4 чёрная пешка · e3 чёрный слон · b2 чёрная пешка · c2 белая пешка · e2 белый конь · f2 чёрная пешка · h2 белый король · b1 чёрный король · f1 белый конь · h1 белый ферзь | d8 чёрный конь · c7 чёрная пешка · g7 чёрная пешка · e6 чёрная пешка · f6 чёрная ладья · g6 белый слон · a5 чёрный конь · c5 белая пешка · a4 чёрная пешка · c4 чёрная пешка · d4 белая пешка · f4 чёрная ладья · g4 чёрная пешка · e3 чёрный слон · b2 чёрная пешка · c2 белая пешка · e2 белый конь · f2 чёрная пешка · h2 белый король · b1 чёрный король · f1 белый конь · h1 белый ферзь | d8 чёрный конь · c7 чёрная пешка · g7 чёрная пешка · e6 чёрная пешка · f6 чёрная ладья · g6 белый слон · a5 чёрный конь · c5 белая пешка · a4 чёрная пешка · c4 чёрная пешка · d4 белая пешка · f4 чёрная ладья · g4 чёрная пешка · e3 чёрный слон · b2 чёрная пешка · c2 белая пешка · e2 белый конь · f2 чёрная пешка · h2 белый король · b1 чёрный король · f1 белый конь · h1 белый ферзь | d8 чёрный конь · c7 чёрная пешка · g7 чёрная пешка · e6 чёрная пешка · f6 чёрная ладья · g6 белый слон · a5 чёрный конь · c5 белая пешка · a4 чёрная пешка · c4 чёрная пешка · d4 белая пешка · f4 чёрная ладья · g4 чёрная пешка · e3 чёрный слон · b2 чёрная пешка · c2 белая пешка · e2 белый конь · f2 чёрная пешка · h2 белый король · b1 чёрный король · f1 белый конь · h1 белый ферзь | d8 чёрный конь · c7 чёрная пешка · g7 чёрная пешка · e6 чёрная пешка · f6 чёрная ладья · g6 белый слон · a5 чёрный конь · c5 белая пешка · a4 чёрная пешка · c4 чёрная пешка · d4 белая пешка · f4 чёрная ладья · g4 чёрная пешка · e3 чёрный слон · b2 чёрная пешка · c2 белая пешка · e2 белый конь · f2 чёрная пешка · h2 белый король · b1 чёрный король · f1 белый конь · h1 белый ферзь | d8 чёрный конь · c7 чёрная пешка · g7 чёрная пешка · e6 чёрная пешка · f6 чёрная ладья · g6 белый слон · a5 чёрный конь · c5 белая пешка · a4 чёрная пешка · c4 чёрная пешка · d4 белая пешка · f4 чёрная ладья · g4 чёрная пешка · e3 чёрный слон · b2 чёрная пешка · c2 белая пешка · e2 белый конь · f2 чёрная пешка · h2 белый король · b1 чёрный король · f1 белый конь · h1 белый ферзь | d8 чёрный конь · c7 чёрная пешка · g7 чёрная пешка · e6 чёрная пешка · f6 чёрная ладья · g6 белый слон · a5 чёрный конь · c5 белая пешка · a4 чёрная пешка · c4 чёрная пешка · d4 белая пешка · f4 чёрная ладья · g4 чёрная пешка · e3 чёрный слон · b2 чёрная пешка · c2 белая пешка · e2 белый конь · f2 чёрная пешка · h2 белый король · b1 чёрный король · f1 белый конь · h1 белый ферзь | d8 чёрный конь · c7 чёрная пешка · g7 чёрная пешка · e6 чёрная пешка · f6 чёрная ладья · g6 белый слон · a5 чёрный конь · c5 белая пешка · a4 чёрная пешка · c4 чёрная пешка · d4 белая пешка · f4 чёрная ладья · g4 чёрная пешка · e3 чёрный слон · b2 чёрная пешка · c2 белая пешка · e2 белый конь · f2 чёрная пешка · h2 белый король · b1 чёрный король · f1 белый конь · h1 белый ферзь | 3 |
| 2 | d8 чёрный конь · c7 чёрная пешка · g7 чёрная пешка · e6 чёрная пешка · f6 чёрная ладья · g6 белый слон · a5 чёрный конь · c5 белая пешка · a4 чёрная пешка · c4 чёрная пешка · d4 белая пешка · f4 чёрная ладья · g4 чёрная пешка · e3 чёрный слон · b2 чёрная пешка · c2 белая пешка · e2 белый конь · f2 чёрная пешка · h2 белый король · b1 чёрный король · f1 белый конь · h1 белый ферзь | d8 чёрный конь · c7 чёрная пешка · g7 чёрная пешка · e6 чёрная пешка · f6 чёрная ладья · g6 белый слон · a5 чёрный конь · c5 белая пешка · a4 чёрная пешка · c4 чёрная пешка · d4 белая пешка · f4 чёрная ладья · g4 чёрная пешка · e3 чёрный слон · b2 чёрная пешка · c2 белая пешка · e2 белый конь · f2 чёрная пешка · h2 белый король · b1 чёрный король · f1 белый конь · h1 белый ферзь | d8 чёрный конь · c7 чёрная пешка · g7 чёрная пешка · e6 чёрная пешка · f6 чёрная ладья · g6 белый слон · a5 чёрный конь · c5 белая пешка · a4 чёрная пешка · c4 чёрная пешка · d4 белая пешка · f4 чёрная ладья · g4 чёрная пешка · e3 чёрный слон · b2 чёрная пешка · c2 белая пешка · e2 белый конь · f2 чёрная пешка · h2 белый король · b1 чёрный король · f1 белый конь · h1 белый ферзь | d8 чёрный конь · c7 чёрная пешка · g7 чёрная пешка · e6 чёрная пешка · f6 чёрная ладья · g6 белый слон · a5 чёрный конь · c5 белая пешка · a4 чёрная пешка · c4 чёрная пешка · d4 белая пешка · f4 чёрная ладья · g4 чёрная пешка · e3 чёрный слон · b2 чёрная пешка · c2 белая пешка · e2 белый конь · f2 чёрная пешка · h2 белый король · b1 чёрный король · f1 белый конь · h1 белый ферзь | d8 чёрный конь · c7 чёрная пешка · g7 чёрная пешка · e6 чёрная пешка · f6 чёрная ладья · g6 белый слон · a5 чёрный конь · c5 белая пешка · a4 чёрная пешка · c4 чёрная пешка · d4 белая пешка · f4 чёрная ладья · g4 чёрная пешка · e3 чёрный слон · b2 чёрная пешка · c2 белая пешка · e2 белый конь · f2 чёрная пешка · h2 белый король · b1 чёрный король · f1 белый конь · h1 белый ферзь | d8 чёрный конь · c7 чёрная пешка · g7 чёрная пешка · e6 чёрная пешка · f6 чёрная ладья · g6 белый слон · a5 чёрный конь · c5 белая пешка · a4 чёрная пешка · c4 чёрная пешка · d4 белая пешка · f4 чёрная ладья · g4 чёрная пешка · e3 чёрный слон · b2 чёрная пешка · c2 белая пешка · e2 белый конь · f2 чёрная пешка · h2 белый король · b1 чёрный король · f1 белый конь · h1 белый ферзь | d8 чёрный конь · c7 чёрная пешка · g7 чёрная пешка · e6 чёрная пешка · f6 чёрная ладья · g6 белый слон · a5 чёрный конь · c5 белая пешка · a4 чёрная пешка · c4 чёрная пешка · d4 белая пешка · f4 чёрная ладья · g4 чёрная пешка · e3 чёрный слон · b2 чёрная пешка · c2 белая пешка · e2 белый конь · f2 чёрная пешка · h2 белый король · b1 чёрный король · f1 белый конь · h1 белый ферзь | d8 чёрный конь · c7 чёрная пешка · g7 чёрная пешка · e6 чёрная пешка · f6 чёрная ладья · g6 белый слон · a5 чёрный конь · c5 белая пешка · a4 чёрная пешка · c4 чёрная пешка · d4 белая пешка · f4 чёрная ладья · g4 чёрная пешка · e3 чёрный слон · b2 чёрная пешка · c2 белая пешка · e2 белый конь · f2 чёрная пешка · h2 белый король · b1 чёрный король · f1 белый конь · h1 белый ферзь | 2 |
| 1 | d8 чёрный конь · c7 чёрная пешка · g7 чёрная пешка · e6 чёрная пешка · f6 чёрная ладья · g6 белый слон · a5 чёрный конь · c5 белая пешка · a4 чёрная пешка · c4 чёрная пешка · d4 белая пешка · f4 чёрная ладья · g4 чёрная пешка · e3 чёрный слон · b2 чёрная пешка · c2 белая пешка · e2 белый конь · f2 чёрная пешка · h2 белый король · b1 чёрный король · f1 белый конь · h1 белый ферзь | d8 чёрный конь · c7 чёрная пешка · g7 чёрная пешка · e6 чёрная пешка · f6 чёрная ладья · g6 белый слон · a5 чёрный конь · c5 белая пешка · a4 чёрная пешка · c4 чёрная пешка · d4 белая пешка · f4 чёрная ладья · g4 чёрная пешка · e3 чёрный слон · b2 чёрная пешка · c2 белая пешка · e2 белый конь · f2 чёрная пешка · h2 белый король · b1 чёрный король · f1 белый конь · h1 белый ферзь | d8 чёрный конь · c7 чёрная пешка · g7 чёрная пешка · e6 чёрная пешка · f6 чёрная ладья · g6 белый слон · a5 чёрный конь · c5 белая пешка · a4 чёрная пешка · c4 чёрная пешка · d4 белая пешка · f4 чёрная ладья · g4 чёрная пешка · e3 чёрный слон · b2 чёрная пешка · c2 белая пешка · e2 белый конь · f2 чёрная пешка · h2 белый король · b1 чёрный король · f1 белый конь · h1 белый ферзь | d8 чёрный конь · c7 чёрная пешка · g7 чёрная пешка · e6 чёрная пешка · f6 чёрная ладья · g6 белый слон · a5 чёрный конь · c5 белая пешка · a4 чёрная пешка · c4 чёрная пешка · d4 белая пешка · f4 чёрная ладья · g4 чёрная пешка · e3 чёрный слон · b2 чёрная пешка · c2 белая пешка · e2 белый конь · f2 чёрная пешка · h2 белый король · b1 чёрный король · f1 белый конь · h1 белый ферзь | d8 чёрный конь · c7 чёрная пешка · g7 чёрная пешка · e6 чёрная пешка · f6 чёрная ладья · g6 белый слон · a5 чёрный конь · c5 белая пешка · a4 чёрная пешка · c4 чёрная пешка · d4 белая пешка · f4 чёрная ладья · g4 чёрная пешка · e3 чёрный слон · b2 чёрная пешка · c2 белая пешка · e2 белый конь · f2 чёрная пешка · h2 белый король · b1 чёрный король · f1 белый конь · h1 белый ферзь | d8 чёрный конь · c7 чёрная пешка · g7 чёрная пешка · e6 чёрная пешка · f6 чёрная ладья · g6 белый слон · a5 чёрный конь · c5 белая пешка · a4 чёрная пешка · c4 чёрная пешка · d4 белая пешка · f4 чёрная ладья · g4 чёрная пешка · e3 чёрный слон · b2 чёрная пешка · c2 белая пешка · e2 белый конь · f2 чёрная пешка · h2 белый король · b1 чёрный король · f1 белый конь · h1 белый ферзь | d8 чёрный конь · c7 чёрная пешка · g7 чёрная пешка · e6 чёрная пешка · f6 чёрная ладья · g6 белый слон · a5 чёрный конь · c5 белая пешка · a4 чёрная пешка · c4 чёрная пешка · d4 белая пешка · f4 чёрная ладья · g4 чёрная пешка · e3 чёрный слон · b2 чёрная пешка · c2 белая пешка · e2 белый конь · f2 чёрная пешка · h2 белый король · b1 чёрный король · f1 белый конь · h1 белый ферзь | d8 чёрный конь · c7 чёрная пешка · g7 чёрная пешка · e6 чёрная пешка · f6 чёрная ладья · g6 белый слон · a5 чёрный конь · c5 белая пешка · a4 чёрная пешка · c4 чёрная пешка · d4 белая пешка · f4 чёрная ладья · g4 чёрная пешка · e3 чёрный слон · b2 чёрная пешка · c2 белая пешка · e2 белый конь · f2 чёрная пешка · h2 белый король · b1 чёрный король · f1 белый конь · h1 белый ферзь | 1 |
|   | a | b | c | d | e | f | g | h |   |

Петров создал несколько замечательных шахматных задач.
Его самая знаменитая задача называлась «Бегство Наполеона из Москвы в Париж». Задание — мат в 14 ходов.
Это так называемая скахографическая задача (этот жанр нашёл развитие в творчестве И. С. Шумова, а в XX веке — у Э. Л. Погосянца).
Решение: 1. Кd2++ Крa2 2. Кc3+ Крa3 3. Кdb1+ Крb4 4. Кa2+ Крb5 5. Кbc3(a3)+ Крa6 6. Кb4+ (Фa8×) Крa7 7. Кb5+ Крb8 8. Кa6+ Крc8 9. Кa7+ Крd7 10. Кb8+ Крe7 11. Кc8+ Крf8 12. Кd7+ Крg8 13. Кe7+ Крh8 14. Крg2(g3)×
По замыслу автора, поле b1 — Москва, поле h8 — Париж, диагональ h1-a8 — река Березина, чёрный король — Наполеон, белый король —  Александр I, белые кони — русская кавалерия.
На реке Березина (диагональ h1-a8) Наполеон мог быть захвачен в плен. В примечании к шестому ходу Петров писал: «Ферзём следовало преградить путь Наполеону, ступив на a8, тогда бы он не ушёл в Париж, а был бы ему шах и мат».

## Комментарии
1. ↑  Широко распространённая ранее версия о рождении А. Д. Петрова 1 (12) февраля 1794 года не имеет документальных подтверждений[1].
2. ↑  В соответствии с правилами и традициями того времени зачисление было номинальным, оно обеспечивало выслугу лет с детского возраста.